# Landsforeningen mod spiseforstyrrelser og selvskade
Landsforeningen mod spiseforstyrrelser og selvskade - LMS blev oprettet den 1. maj 2001. Siden da er foreningen vokset støt, og har i 2017 ca. 25 medarbejdere og 300 frivillige. 
LMS tilbyder støtte og rådgivning til personer ramt af spiseforstyrrelser og selvskade, og gennemfører årligt ca. 6.500 rådgivningssessioner. 

## Eksterne kilder og henvisninger
- Foreningens websted